# Controle robusto
Controle Robusto é um ramo da teoria de controle que lida com incertezas na representação do modelo da planta. Controladores projetados utilizando-se controle robusto estão aptos a superarem pequenas diferenças entre o modelo real da planta e o modelo nominal utilizado para o projeto. 
Um exemplo de técnica de controle robusto é o controle H-infinito desenvolvido por Duncan McFarlane e Keith Glover da Cambridge University. Métodos robustos possuem como objetivo uma performance robusta e/ou estabilidade na presença de pequenos erros de modelagem, como o teorema de Masreliez. 